# Spotted Flower
『Spotted Flower』（スポッテド フラワー）は、木尾士目による日本の漫画作品。2009年、『楽園 Le Paradis』（白泉社）のWEB増刊で「第0話」が掲載され、2010年4号より連載中。

## 概要
第一子の誕生を控えたオタクの夫と一般人の妻の夫婦の日常を描く作品。人物設定に同じく木尾の作品である『げんしけん』（講談社）との共通点が多く見られ、またストーリー上も『げんしけん』で描かれたものと酷似した出来事が過去の話として言及されることがあり、スピンオフないしパラレルワールドを思わせるが、両作品の関係の有無については明言されていない。
木尾はコミックス1巻のあとがきで「（ヘタレオタク旦那とパンピー妊娠奥さんだと）それって…」と発言しており、本作の連載開始以降に描かれた『げんしけん 二代目』の斑目の告白エピソードの中で、斑目の「もし高坂がいなかったら」との質問に春日部が「そんな未来もあったかもね」と返す場面があり、本作単行本第1巻のオビにも惹句として「そんな未来」というフレーズが印刷されている。

## あらすじ
オタクな「夫」。お腹が目立つようになってきた「妻」はオタクに理解はあるが一般人。安定期にもなり、いろいろと手を考えてみるが、「夫」はすっかり及び腰で相手をしてくれない。昔からの「友人」（既婚、第二子を産んですぐ）に相談すると、「友人」の趣味と実益も兼ねてコスプレを推奨。「友人の夫」が妊婦用コスプレ衣装を制作してしまう。
コスプレ衣装を着て、その他いくつかの策を弄して、いよいよ……というときに陣痛。無事に娘を出産する。
お見舞いに来た大学時代の友人たち、その中には「妻」の「元彼」の姿もあった。オタク仲間でもあり、同人誌即売会帰りなどでは気兼ねなく会話も盛り上がるのだが、「元彼」を見て「夫」は惨めな気持ちになって行く。そんなとき、「夫」のもとに大学時代の後輩であり、BL同人漫画家として名を馳せる「浅花碧」から連絡が来る。「夫」は「妻」いない自宅に「浅花」を招き、自身の気持ちを吐露する。そして、ついには一線を越えてしまう。

## 登場人物
一部を除いて名前は明かされていない。
声はボイスコミック版の声優。

### メイン
夫
声 - 濱健人
主人公でオタクの社会人。メガネをかけた痩身で猫背の青年。性格は奥手かつヘタレであり、妻の尻に敷かれている。妻の妊娠発覚後は一度も夫婦生活を行っていない。本人いわく「お腹の中に誰かいると思うと…」。かなり気になるのか、妻が下着姿で誘ってきても下半身は全く反応していなかった。ただし縞パンがお気に入りで、妻がそれを履いた際には「今が俺の人生の頂点だと思う」とまで言い切った。妻の元恋人は大学オタクサークル時代の後輩であり、現在でも共に同人誌即売会に参加する仲であるが、出産祝いで訪れた際に、妻と会話する姿を見ると惨めな気持ちになっている。
妻
声 - 末柄里恵
メインヒロイン。出産を間近に控えた妊婦。自身は一般人だが、前の恋人もオタクだったため、夫の趣味に対しては一定の理解を示している。気が強く、夫に対しては歯に衣着せぬ物言いをするが夫婦仲は円満。しかし、既に安定期に入っているにも関わらず夫婦生活が途絶えていることには不満を募らせており、かなり強引な方法でことにおよぼうとすることも多いがすべて失敗に終わっている。夫のオタク仲間とも旧知の関係だが、全員が集まる席には元恋人もいるので参加を控えている。第3巻で娘を出産し、「おばあちゃん」から「咲(さき)」と命名される。
おばあちゃん
声 - 髙津はる菜（下記「妻のママ友」と二役）
「妻」方の祖母。凛とした老婦人。"妻"の名付け親であり、夫婦の子の命名も頼まれているのだが、挙げてくる候補はどういうわけかアニメやゲームのキャラクター由来のものだと"夫"が判断できるものばかりである。ただしそれは「気の弱い"夫"が本来つけたい名前があるのに"妻"に遠慮して付けられないのではないか」という心配からきており、本人の本来の趣味ではない。しかし直感で付けたという名前が「有明 晴海」とコミフェス関係の名前だったりするなど、実はわかっていて"夫"をからかって遊んでいる節もある。なぜそのような名前に詳しいのかは不明。
咲（さき）
"夫"と"妻"の娘。名づけ親はおばあちゃん。

### 学生サークル時代の友人
下記のほか、"妻"の出産祝いに「吃りながら話す男」と「顎髭を生やした男（ママ友の夫？）」がママ友と共に現れている。
妻のママ友
声 - 髙津はる菜（上記「おばあちゃん」と二役）
"妻"、"夫"の大学サークル時代からの仲間。二児の母。下の子は男の子で、咲とは半年早い産まれとなる。
先の方にゆるくパーマのかかった長い髪に眼鏡をかけており、身体は大柄でかなりの巨乳。今も子供を預けてイベントに行くほどのオタク。基本的に物腰は穏やかで言葉遣いも丁寧だが、コスプレの話題になると目の色が変わり、隙あらば"妻"にコスプレをさせようと企んでいる。また、自分の子と咲にもコスプレをさせていた。
"夫"とも面識がある模様。
後輩 / 浅花 碧（あさか みどり）
商業漫画家にして同人誌大手壁サークルの主宰者。そのため同人サークル関係には顔が広いらしい。ペンネームは「浅花 碧」。細身でショートカットの美人で、服のセンスも垢抜けている。男性だがどう見ても女性にしか見えず、担当編集者も女性だと思っていた。最近豊胸したらしく、巨乳と言うほどではないが谷間ができる程度には胸がある。しかし性転換はしていない。
"妻"の出産祝いで訪れた"妻の元彼"と"妻"の会話シーンを見て自分を惨めに感じた"夫"から家に誘われ、お互いに男同士でかつ浮気的状況と分かっていながら身体を許す関係になる。また、後述の友人とも肉体関係がある模様。
浅花の友人
コミフェスで浅花のサークルスペースを手伝っている女性。商業作家として活動する浅花のマネージャーや緊急時のアシスタントもしており、担当編集者との打ち合わせも同席する。そのため、編集者からは「浅花 碧は2人の共同ペンネームなのではないか」とも思われている。眼鏡をかけており、"妻のママ友"ほどではないもののかなりの巨乳。かつては太っていて三段腹だったことを語っている。浅花とは肉体関係を匂わせる描写があったり、家族露天風呂に一緒に入ったりしている。"夫"と浅花が一夜を共にしたことを知っており、呆れつつもその話には食いついていた。
金髪
金髪の外国人女性。浅花や"浅花の友人"の友人で、荻野と行動を共にすることも多い。荻野とは同性愛的な関係にある。長身かつ巨乳のグラマラスな体形をしている。
妻の元カレ
"夫"の後輩で、コミフェスにも出展するオタク系の企業に属する。屈託なく「3Pしたい」と路上で"妻の元カレの友人"に言うくらいであり、"妻の元カレの友人"は、"妻"と別れた理由がその辺りにある（結婚まで考えると、候補から外れてしまう）のではないかと考えている。路上で2人の女性から逆ナンされた際も３人でホテルで行為を行うも、観たいアニメの時間までには帰るよう笑みを浮かべ冷たくあしらう。
妻の元カレの友人
"夫"の後輩。漫画雑誌の編集部で働く。荻野とは子供を作ることも考えている交際（肉体関係もある）が、"金髪"を間に挟んで複雑な関係となっている。荻野、"金髪"との3Pに興味はあるようだが、実現はしていない。
荻野
"夫"、"妻"たちの後輩で、浅花の先輩。漫画誌『アフタ』に連載を持つ商業漫画家だが、コミフェスなどの同人誌活動にも精力的。"金髪"が漫画制作時のアシスタントを行っており、同性愛的な肉体関係もある一方で"妻の元カレの友人"と交際も続いている。地方出身で考え事や感情的な発言は地元訛りになる。

### その他
妻のママ友の旦那
大学サークル時代からの関係は不明。二児（しん、ゆう）の父。黒タイツにそそられる。
遠藤 茅
ライブラ出版のボーイズラブ漫画誌「CYAN」の編集者で、浅花を担当している小柄な女性。シャワー中の浅花の裸体（勃起状態）を目撃し、男性であることを知ってしまう。
荻野の友人
関西弁を操る、ややふくよかな女性。コミフェスでは荻野と行動を共にしている。
「にゃーにゃー言うアホ」も行動を共にしている模様。

## 書誌情報
- 木尾士目 『Spotted Flower』 白泉社 〈楽園コミックス〉、既刊7巻（2024年7月31日現在）
  1. 2014年4月25日発売[3][4]、ISBN 978-4-592-71066-0
  2. 2016年9月30日発売[5][6]、ISBN 978-4-592-71106-3
  3. 2017年9月29日発売[7][8]、ISBN 978-4-592-71124-7
  4. 2020年1月31日発売[9][10]、ISBN 978-4-592-71162-9
  5. 2021年9月30日発売[11][12]、ISBN 978-4-592-71192-6
  6. 2023年3月31日発売[13][14]、ISBN 978-4-592-71218-3
  7. 2024年7月31日発売[15]、ISBN 978-4-592-71242-8